# Claire Simpson
Claire Simpson é uma editora britânica. Venceu o Oscar de melhor montagem na edição de 1987 por Platoon.